# Thunder Bay Chill
El Thunder Bay Chill es un equipo de fútbol de Canadá que juega en la USL League Two, la cuarta liga de fútbol más importante de los Estados Unidos.

## Historia
Fue fundado en el año 2000 en la ciudad de Thunder Bay, Ontario como un equipo de expansión de la antiguamente conocida como USL Premier Development League para la temporada 2000, siendo el primer equipo de fútbol en la historia creado al oeste de Ontario.
Sus primeros años fueron un desastre, hasta que en la temporada 2007 consiguieron su primer logro, el cual fue ganar el título divisional y clasificar a los play-offs por primera vez en su historia, en la cual los eliminó el Chicago Fire Premier.
En la temporada siguiente consiguieron defender el título divisional, y también ganar el título de liga por primera vez tras vencer en la final al Laredo Heat.
Después de ese título de liga, el club ha sido uno de los clubes más competitivos de la liga, donde son uno de los clubes dominantes de su división y regularmente clasifican a los playoffs, incluso han llegado a la final en 2 ocasiones, pero las han perdido.

## Palmarés
- USL Premier Development League: 1

2008
- USL PDL Central Conference: 4

2008, 2010, 2011, 2013
- USL PDL Heartland Division: 6

2007, 2008, 2010, 2011, 2012, 2013
- Victoria Challenge Cup: 1

2009

## Estadios
- Fort William Stadium; Thunder Bay, Ontario (2000–2003)
- Chapples Park Stadium; Thunder Bay, Ontario (2004–)

## Entrenadores
- Tony Colistro (2000–)

## Jugadores

### Jugadores destacados
- Sola Abolaji
- Olawale Adelusimi
- Shaun Francis
- Matheau Hall
- Kosuke Kimura
- Josiah Seton
- Brandon Swartzendruber